# ولویه سفلی
ولویه سفلی، روستایی است از توابع بخش چهاردانگه شهرستان ساری در استان مازندران ایران.

## جمعیت
این روستا در دهستان پشتکوه قرار داشته و بر اساس آخرین سرشماری مرکز آمار ایران که در سال ۱۳۹۵ صورت گرفته، جمعیت آن ۱۱۰ نفر (۲۸ خانوار) بوده‌است.
روستای ولویه‌سفلی در سرشماری سال ۱۳۹۵
| شمار خانوار | جمعیت | زن | مرد |
| ۲۸          | ۱۱۰   | ۲۷ | ۸۳  |